# Danny Braxton
Daniel "Danny" Braxton, es un personaje ficticio de la serie de televisión australiana Home and Away, interpretado por el actor Andy McPhee desde el 30 de mayo de 2012, hasta el 17 de agosto del mismo año.

## Antecedentes
Danny dejó a su esposa Cheryl y a sus hijos Darryl de 12 años, Heath de 10 y Casey un bebé, cuando decidió fugarse y tener una aventura con la amiga de Cheryl, Tracey.

## Biografía
Apareció por primera vez en la bahía cuando Heath lo visitó en la cárcel, poco después apareció de nuevo cuando Brax acompañó a su hermano menor, Casey a visitarlo después de que este se enterara de que Heath quería sacarlo de la cárcel, cosa que a Brax no le parecía correcto. Poco después la abogada Hayley O'Connor logra liberar a Danny debido a un tecnicismo y este regresa a la bahía.
Inmediatamente después de ser liberado Danny se muda a la bahía y poco después al caravan park, Heath y Casey están contentos por tener a su padre de regreso pero Brax no, Pocos días después Danny va a visitar a su exesposa Cheryl pero se encuentra con Brax, Danny lo amenaza y le pide su dinero pero Brax le dice que el dinero ya no existe. 
Desde el inicio tiene constantes enfrentamientos con su padre, poco después Danny logra brevemente que Casey deje de ir a la escuela lo que molesta a Brax. Cuando Brax se entera de que su padre amenazó a Natalie Davison va a confrontarlo y le dice que si tiene problemas con él que es mejor que se lo diga y que no amenace a otros y Danny le dice que lo sabe, poco después Brax es atacado y dejado en el bosque, cuando Casey le pregunta quién fue el responsable le dice que fue Danny pero Casey le dice que no lo creía porque había visto a su padre en el Dinner cenando con Marilyn Chambers pero Brax le dice que mandó a sus amigos a golpearlo, cuando Casey va a confrontar a su padre este le dice que Brax lo culpa injustamente y le cree. 
En agosto del 2012 Danny murió en el hospital luego de que su hijo Casey le disparara mientras Danny intentaba que su hijo matara al propietario del bar que estaba robando.